# بيوغرافيا الجوع
بيوغرافيا الجوع هي رواية سيرة ذاتية للكاتبة والروائية البلجيكية المعاصرة أميلي نوثومب، نشرت عام 2004، وتمت ترجمتها للعربية من قبل الكاتب بسام حجار، ونشرها المركز الثقافي العربي بالمغرب عام 2006.
تحكي الرواية تنقلات الكاتبة ما بين دول اليابان، الصين، أمريكا، بنغلادش، الهند وكمبوديا، وقصتها مع الجوع في طفولتها، وتفاصيل أخرى من حياتها، وتأملات وانطباعات حول البلدان المختلفة التي عاشت فيها لطبيعة العمل الدبلوماسي لوالدها، تقول عن نفسها خلال الرواية: «إذا افترضنا أنني كون ما، فإن وجودي مستمد من هذه القوة الوحيدة: الجوع».